# Gabriela Pérez del Solar
Gabriela Lourdes Pérez del Solar Cuculiza (Ica, 10 de julio de 1968), más conocida como Gabi, es una exvoleibolista, publicista y política peruana. Exmiembro del Partido Popular Cristiano.  
Fue elegida como congresista de la República del Perú por Unidad Nacional. Fue la más votada de la coalición y ocupó el quinto lugar de los más votados. En las elecciones generales del 2011, fue reelegida como congresista hasta 2016.

## Biografía
Es hija de Jaime Pérez del Solar y María Luisa Cuculiza Torre. Es sobrina de la excongresista Luisa María Cuculiza.
Realizó sus estudios escolares en el Colegio San Antonio en el Callao y en el Colegio Nuestra Señora del Carmen, Carmelitas, de Lima.

## Vida deportiva
Comenzó a jugar voleibol con tan solo trece años como un pasatiempo y su metro noventa y cuatro de estatura la hizo acreedora del respeto como bloqueadora internacional. Gabi comenzó a mostrar sus grandes habilidades para este deporte en la Copa del Mundo de 1985, con sólo diecisiete años fue elegida la mejor bloqueadora del torneo. Participó con la selección que obtuvo la medalla de plata en las Olimpiadas de Seúl 1988. Se retiró de la selección peruana luego de ganar el Sudamericano de Voleibol, en el año 1993, realizado en el Cusco.

### Deporte en Italia
Luego de retirarse, jugó en Italia y fue invitada para jugar en esa selección, una vez que obtuvo la nacionalidad italiana, invitación que ella rechazó. Para el Partido de las Estrellas del 2000, fue seleccionada junto con las mejores voleibolistas del mundo y se retiró del voleibol en 2004.

### Clubes
| Club            | País   | De   | A    |
| Regatas Lima    | Perú   | 1986 | 1988 |
| Reggio Calabria | Italia | 1988 | 1989 |
| Ravenna         | Italia | 1989 | 1992 |
| Alianza Lima    | Perú   | 1992 | 1992 |
| Matera          | Italia | 1992 | 1993 |
| Modene          | Italia | 1993 | 1997 |
| Ito Yokado      | Japón  | 1997 | 1998 |
| Bergamo         | Italia | 1999 | 2001 |
| Ravenna         | Italia | 2001 | 2003 |
| Vicence         | Italia | 2003 | 2004 |

## Vida política
En el 2005, la entonces candidata presidencial Lourdes Flores la invitó a su lista parlamentaria para el periodo 2006-2011, a lo que Pérez del Solar aceptó. En las elecciones generales del 2006, fue elegida con la más alta votación dentro de Unidad Nacional y fue la quinta más votada a nivel nacional.
En las elecciones generales de 2011, obtuvo la reelección. A mediados de 2013, renunció al PPC y a la bancada de Alianza por el Gran Cambio y pasó a formar parte de la bancada Unión Regional.

## Condecoraciones
En su trayectoria deportiva se encuentran cinco campeonatos sudamericanos (campeona en cuatro ocasiones), dos mundiales (tercer puesto en 1986) y dos olimpiadas (subcampeona olímpica en 1988).

## Trayectoria

### A nivel mayores
- 1984: 4.º puesto en Olimpiadas de Los Ángeles
- 1985: Campeona Sudamericano Caracas
- 1985: 5.º puesto Copa del Mundo Japón (designada "Mejor bloqueadora")
- 1986: 3.er puesto Campeonato Mundial Checoslovaquia
- 1987: Subcampeona Panamericano Indianápolis
- 1987: Campeona Sudamericano Montevideo
- 1987: Campeona Copa Japón (designada "Mejor bloque")
- 1988: Subcampeona Olimpiadas de Seúl (designada "Mejor bloque")
- 1988: 3.er puesto Top Four
- 1989: Campeona Sudamericano Curitiba
- 1989: 5.º puesto Copa del Mundo Japón
- 1990: 6.º puesto Campeonato Mundial China
- 1991: 3.er puesto Panamericano La Habana
- 1991: Subcampeona Sudamericano Sao Paulo
- 1991: 5.º puesto Copa del Mundo Japón (designada "Mejor bloqueadora")
- 1993: Campeona Sudamericano Cuzco

### A nivel juvenil
- 1982: Campeona Sudamericano Juvenil Santa Fe
- 1984: Subcampeona Sudamericano Juvenil Iquitos
- 1985: 8.º puesto Mundial Juvenil Italia
- 1986: Campeón Sudamericano Juvenil Sao Paulo
- 1987: 6.º puesto Mundial Juvenil Corea del Sur

### A nivel menores
- 1982: Subcampeona Sudamericano de Menores Asunción
- 1984: Subcampeona Sudamericano de Menores Santiago